# Rubus hantonensis
Rubus hantonensis är en rosväxtart som beskrevs av David Elliston Allen. Rubus hantonensis ingår i släktet rubusar, och familjen rosväxter. Inga underarter finns listade i Catalogue of Life.